# C' Chartres Rugby
Actualités
Le C' Chartres Rugby est un club sportif de rugby à XV fondé en 1981 et basé à Chartres en Eure-et-Loir.

## Histoire

### Prémices du rugby à Chartres
En 1897, après la disparition du club de l'Union des francs-joueurs de Chartres, celui du Vélo Sport chartrain ; la section rugby est une des équipes majeures du club omnisports. Cette dernière figure notamment dans le tableau final de la première division du championnat de France, lors des saisons 1899-1900 et 1903-1904.

### Création du club
En 1981, les deux clubs chartrains du Vélo Sport chartrain et du Chartres olympique fusionnent, donnant naissance le 28 novembre à l'Entente chartraine de rugby.

### Évolution dans la hiérarchie fédérale
En 2013, le club est renommé Rugby Chartres Métropole,. Un an plus tard, il obtient son accession en Fédérale 3.
Le club change à nouveau de nom en 2018, adoptant cette fois celui de C' Chartres Rugby.
Dans un souhait de dynamiser son sport dans les zones géographiques en ayant besoin, la Fédération française de rugby décide de promouvoir, sur dossier, le C' Chartres Rugby en Fédérale 1, à partir de la saison 2021-2022. Un nouvel entraîneur, Renaud Gourdon, arrive de Dijon où il officiait depuis quatre ans.

## Palmarès

### Titres et trophées
- Fédérale 3 (1)
  - Champion : 2014-2015

### Bilan par saison
| Saison    | Championnat         | Championnat | Championnat | Championnat | Championnat | Championnat | Championnat | Championnat | Championnat | Championnat | Championnat      | Entraîneur(s)            |  |
| Saison    | Division            | Place       | Pts         | MJ          | V           | N           | D           | Pp          | Pc          | Diff.       | Phase finale     | Entraîneur(s)            |  |
| --------- | ------------------- | ----------- | ----------- | ----------- | ----------- | ----------- | ----------- | ----------- | ----------- | ----------- | ---------------- | ------------------------ |  |
| 2013-2014 | Fédérale 3 - grp. 2 | 4e/11       |             |             |             |             |             |             |             |             | 32e de finale    |                          |  |
| 2014-2015 | Fédérale 3 - grp. 4 | 1er/10      |             |             |             |             |             |             |             |             | Champion         |                          |  |
| 2015-2016 | Fédérale 2 - grp. 1 | 6e/10       |             |             |             |             |             |             |             |             | -                | R. Huet et C. Courtillé  |  |
| 2016-2017 | Fédérale 2 - grp. 2 | 4e/10       |             |             |             |             |             |             |             |             | 16e de finale    | Romain Huet              |  |
| 2017-2018 | Fédérale 2 - grp. 1 | 4e/10       |             |             |             |             |             |             |             |             | 16e de finale    | Romain Huet              |  |
| 2018-2019 | Fédérale 2 - grp. 1 | 8e/12       | 49 pts      |             |             |             |             |             |             |             | -                | L. Malen et M. Jourdaine |  |
| 2019-2020 | Fédérale 2 - grp. 1 | 6e/12       | 41 pts      |             |             |             |             |             |             |             | -                | Ludovic Mercier          |  |
| 2020-2021 | Fédérale 2 - grp. 1 | 5e/12       | 17 pts      | 4           |             |             |             |             |             |             | -                | Ludovic Mercier          |  |
| 2021-2022 | Fédérale 1 - grp. 1 | 10e/12      | 42 pts      | 22          | 7           | 1           | 14          | 322         | 478         | -156        | -                | Renaud Gourdon           |  |
| 2022-2023 | Fédérale 1 - grp. 1 | 1er/12      | 92 pts      | 22          | 18          | 2           | 2           | 622         | 285         | +337        | Quarts de finale | Renaud Gourdon           |  |
| 2023-2024 | Fédérale 1 - grp. 1 | 3/12        | 84pts       | 22          | 15          | 2           | 5           | 694         | 259         | +435        | Quarts de finale | Renaud Gourdon           |  |
| 2024-2025 | Fédérale 1 - grp. 1 |             |             |             |             |             |             |             |             |             |                  | Renaud Gourdon           |  |
|           |                     |             |             |             |             |             |             |             |             |             |                  |                          |  |

## Identité

### Nom du club
En 2018, la ville de Chartres impose le préfixe C' Chartres ainsi qu'une charte graphique à tous les principaux clubs de la ville afin de développer une unique marque pour tous ces clubs de sports.

### Logo

Évolution du logo
Logo de l'Entente chartraine de rugby abandonné en 2013.
Logo du Rugby Chartres Métropole de 2013 à 2018.
Logo du C' Chartres Rugby instauré en 2018.

## Personnalités du club

### Présidents
Depuis 2019-2020 : président Thomas Louis, vice-président Mickael Gaudron, trésorier Romuald Messanges, secrétaire général Jean-Marie Leger

### Entraîneurs
- 2015-2016 : Romain Huet et Christophe Courtillé
- 2016 à 2018 : Romain Huet
- 2018-2019 : Laurent Malen et Marc Jourdaine
- 2019 à 2021 : Ludovic Mercier
- depuis 2021 : Renaud Gourdon

### Joueurs notables
- Guylain Bonzolé Mololo
- Tom Cocqu
- Amin Hamzaoui
- Avto Kopaliani